# Günther Ludwig Stuhlmann
Günther Ludwig Stuhlmann (* 10. Februar 1797 in Neumühlen; † 30. März 1872 in Nizza) war ein deutscher Unternehmer und Mäzen. Nach Günther Ludwig Stuhlmann ist der Stuhlmannbrunnen in Altona benannt.

## Herkunft

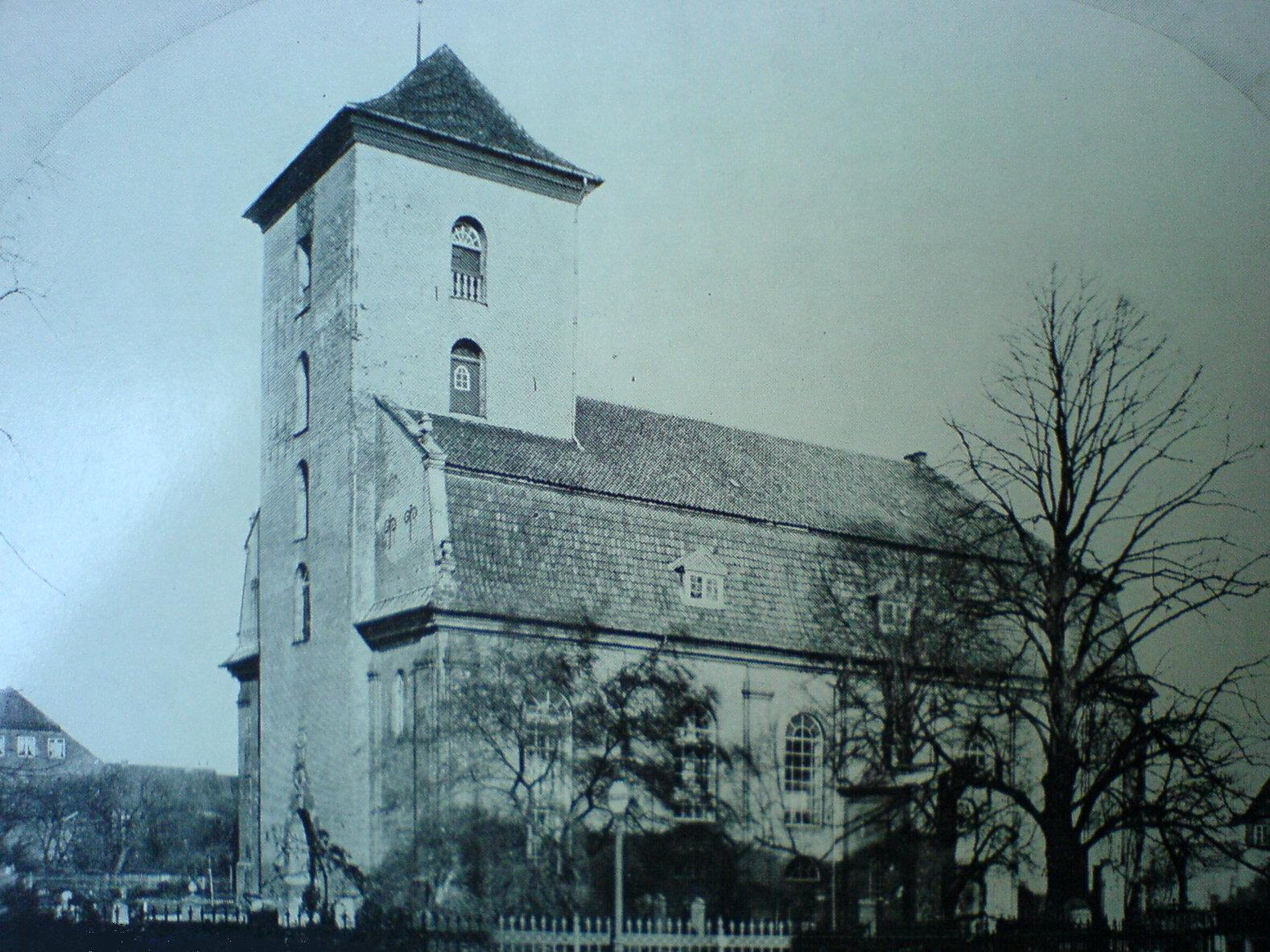
Die Christianskirche in Ottensen vor dem Umbau

Günther Ludwig Stuhlmann war ein Sohn des Kammerrates Casper Hinrich Stuhlmann und dessen Gattin Sophia Dorothea, geb. Detenhof. Er wurde am 19. März 1797 in der Christianskirche in Ottensen getauft. Außer dem Sohn Günther Ludwig hatte das Ehepaar wohl nur noch ein weiteres Kind, die Tochter Dorothea Henriette.
Der Familie Stuhlmann gehörte eine Kalkbrennerei in Neumühlen am Elbstrand, die Casper Hinrich Stuhlmann 1794 auf dem Gelände einer ehemaligen Eisenfabrik eingerichtet hatte. Sie befand sich in der Großen Elbstraße 151. Die Fabrik hatte Stuhlmanns Familie schon 1759 kurzfristig besessen, aber dann wieder veräußert. Das Grundstück hatte den Vorzug, dass hier Fabriken jeder Art errichtet und mit Feuer betrieben werden durften. Dieses Privileg, das von König Friedrich IV. herrührte, bestand auf keinem anderen Grundstück zwischen Altona und Blankenese.

## Die Gasanstalt

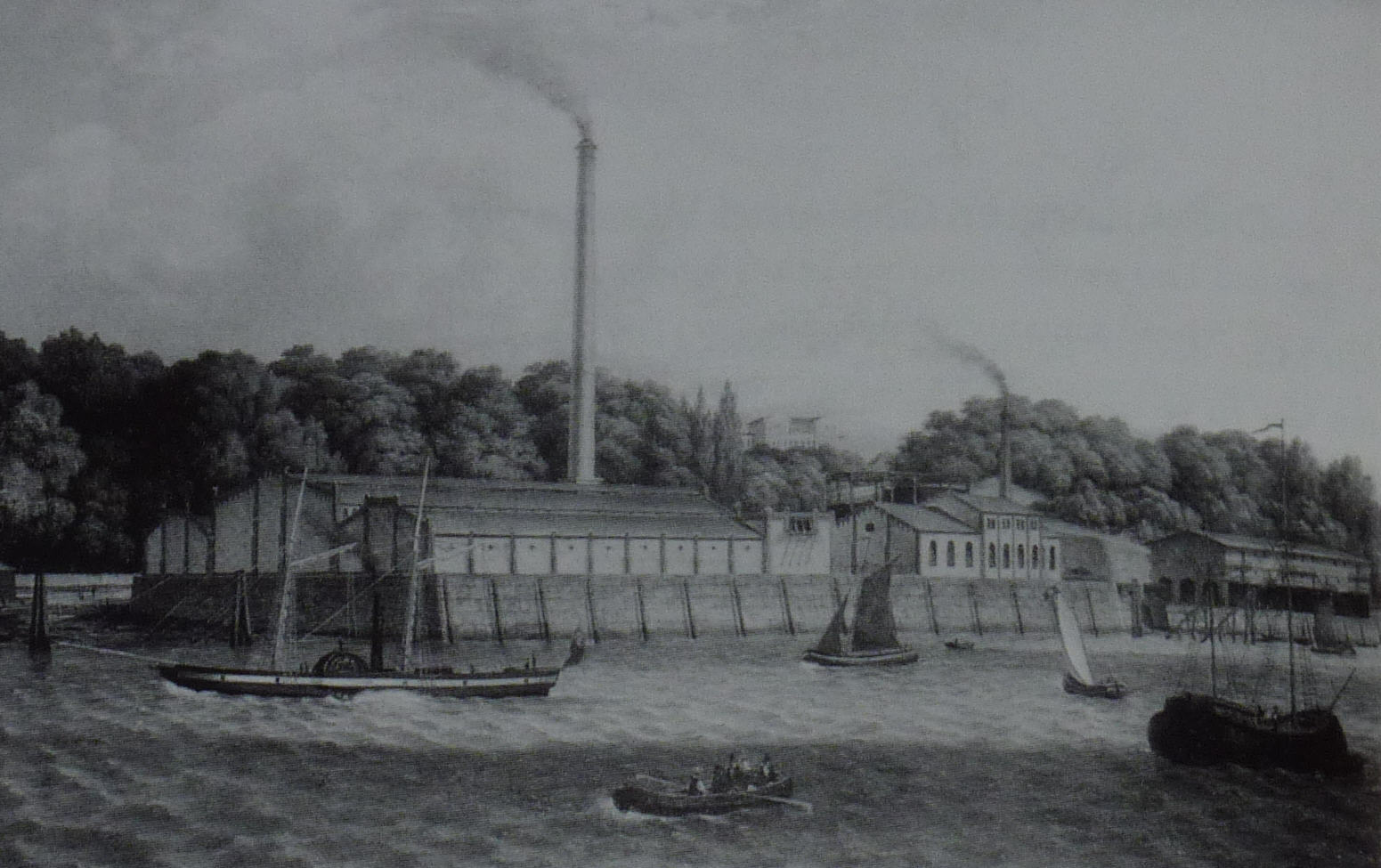
Die Gasanstalt um 1857

Günther Ludwig Stuhlmann verbrachte sein Leben allerdings nicht ausschließlich an diesem Ort. Er wohnte zeitweise in Hamburg und in Wandsbek. 1840 und 1841 befand er sich nach den Unterlagen der Johannisloge „Zu den drei Rosen“ auf Reisen. Stuhlmann bildete sich offenbar zum Fachmann für Gas- und Wasserversorgung aus. Er leitete mehrere Jahre lang eine Gasanstalt, die zur Erleuchtung des Kasinos in Kopenhagen diente und auch von ihm errichtet worden war. Seine Reisen führten ihn auch nach England, Frankreich und Belgien. 1853 plante er zusammen mit J. S. Lowe die Gründung eines Unternehmens, das das Ziel hatte, Altona und Umgebung mit Gas und gereinigtem Elbwasser zu versorgen, und wollte zu diesem Zweck das Grundstück der Kalkbrennerei seines Vaters nutzen. Am 9. August 1854 wurde der Kontrakt geschlossen. Schon bald zeigte sich allerdings, dass das Grundstück einerseits zu klein war, andererseits zu dicht an den Sieleinflüssen von Hamburg und Altona lag, um dort Wasser aus der Elbe zu entnehmen. Der Empfehlung des Ingenieurs William Lindley folgend errichtete man nur die Gasanstalt auf dem Stuhlmannschen Land, während das Wasserwerk in Blankenese gebaut wurde. Die Gasanstalt ging 1857, das Wasserwerk 1859 in Betrieb. Stuhlmann erhielt jährlich 6000 Mark Courant für die Nutzung des Grundstücks. Dadurch wurde ein Kapital gebildet, aus dem später seine Stiftungen hervorgehen konnten.

## Der Freimaurer Stuhlmann
Günther Ludwig Stuhlmann war Freimaurer und bedachte die Logen „Carl zum Felsen“ und „Zu den drei Rosen“ mit Legaten. Als Christian VIII. gestorben war, kamen Bestrebungen auf, die Loge „Carl zum Felsen“ nun aus der Dänischen Großloge in die Große Landesloge von Deutschland zu überführen. Stuhlmann wurde als Vermittler von Kopenhagen nach Deutschland geschickt. Er hatte jedoch keinen Erfolg, zumal sich die Logenbrüder in Altona noch daran erinnerten, dass er ihnen vor längerer Zeit einen Streich gespielt hatte, der ihn einiges an Beliebtheit kostete. Vermutlich trat er 1851 aus der Loge „Carl zum Felsen“ aus. Doch trotz dieser Differenzen hinterließ Stuhlmann der Loge „Carl zum Felsen“ 2000 Mark Courant, mit denen der Stuhlmann-Fonds gegründet wurde. 250 Mark Courant flossen in den schon bestehenden Petersen-Fonds der Loge „Zu den drei Rosen“. Beide Fonds hatten karitative Zwecke. Auch das 1795 gegründete Freimaurerkrankenhaus in Hamburg unterstützte Stuhlmann.

## Tod und Vermächtnis

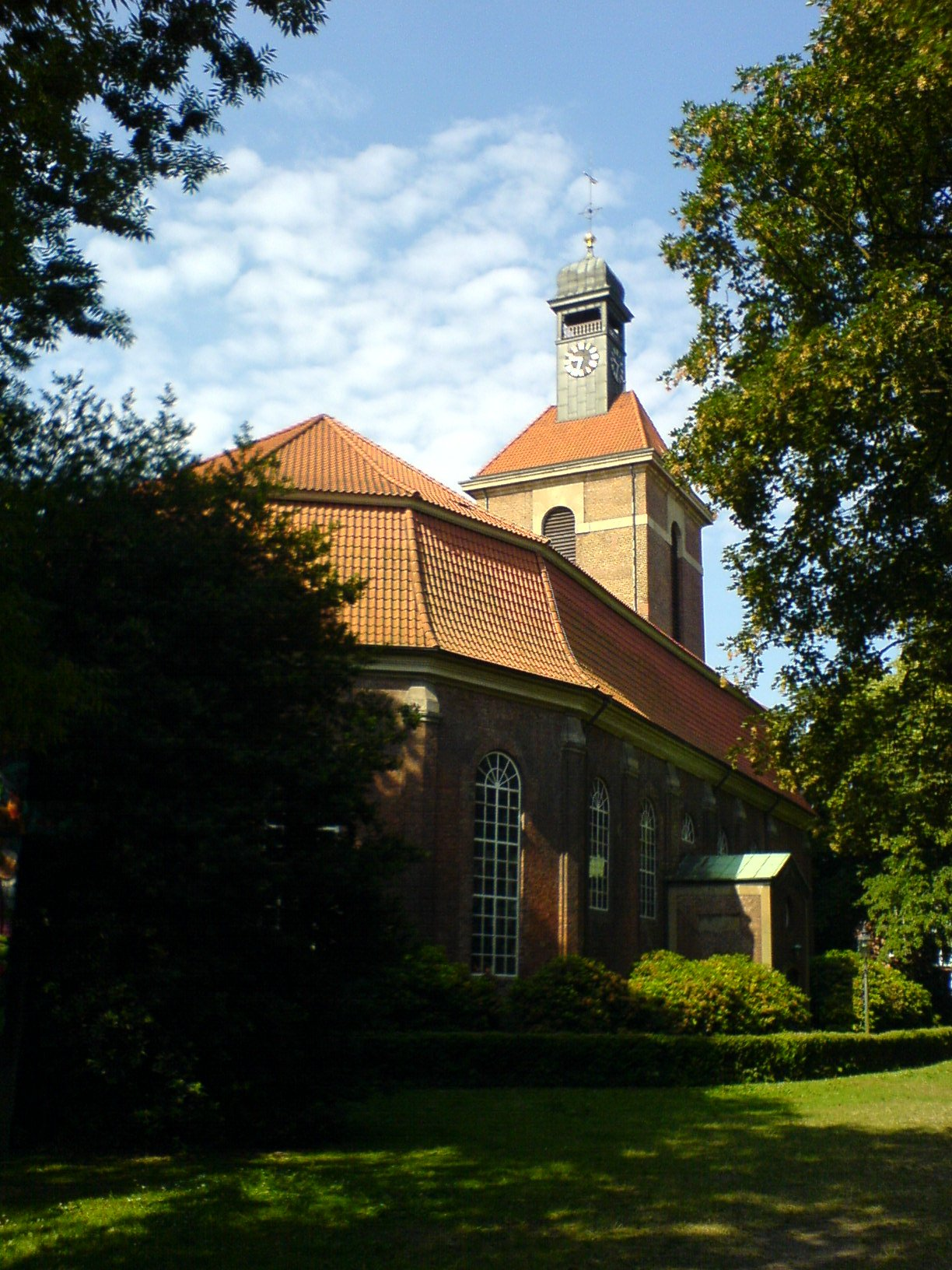
Die Christianskirche nach dem Umbau

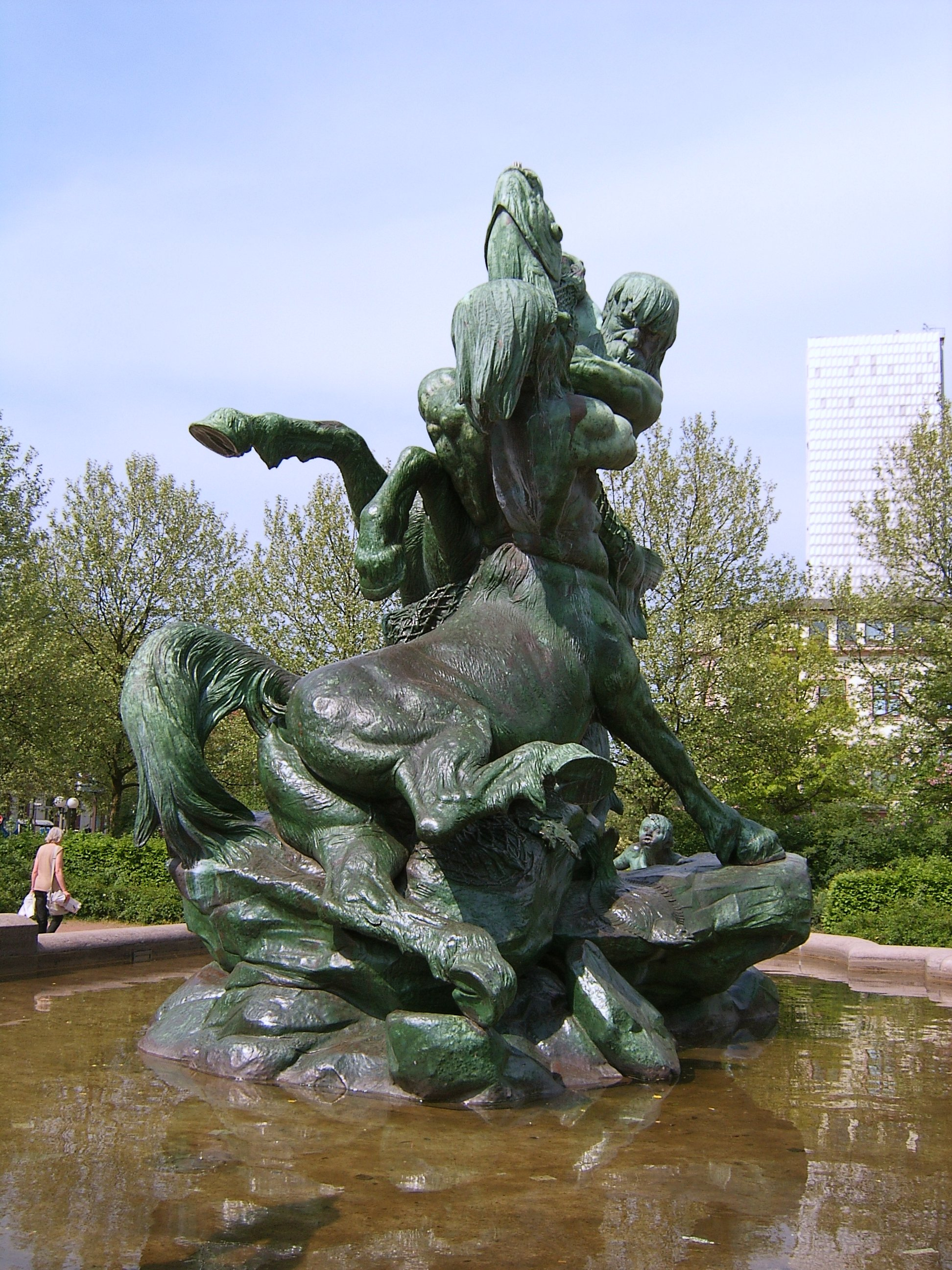
Figuren des Stuhlmannbrunnens

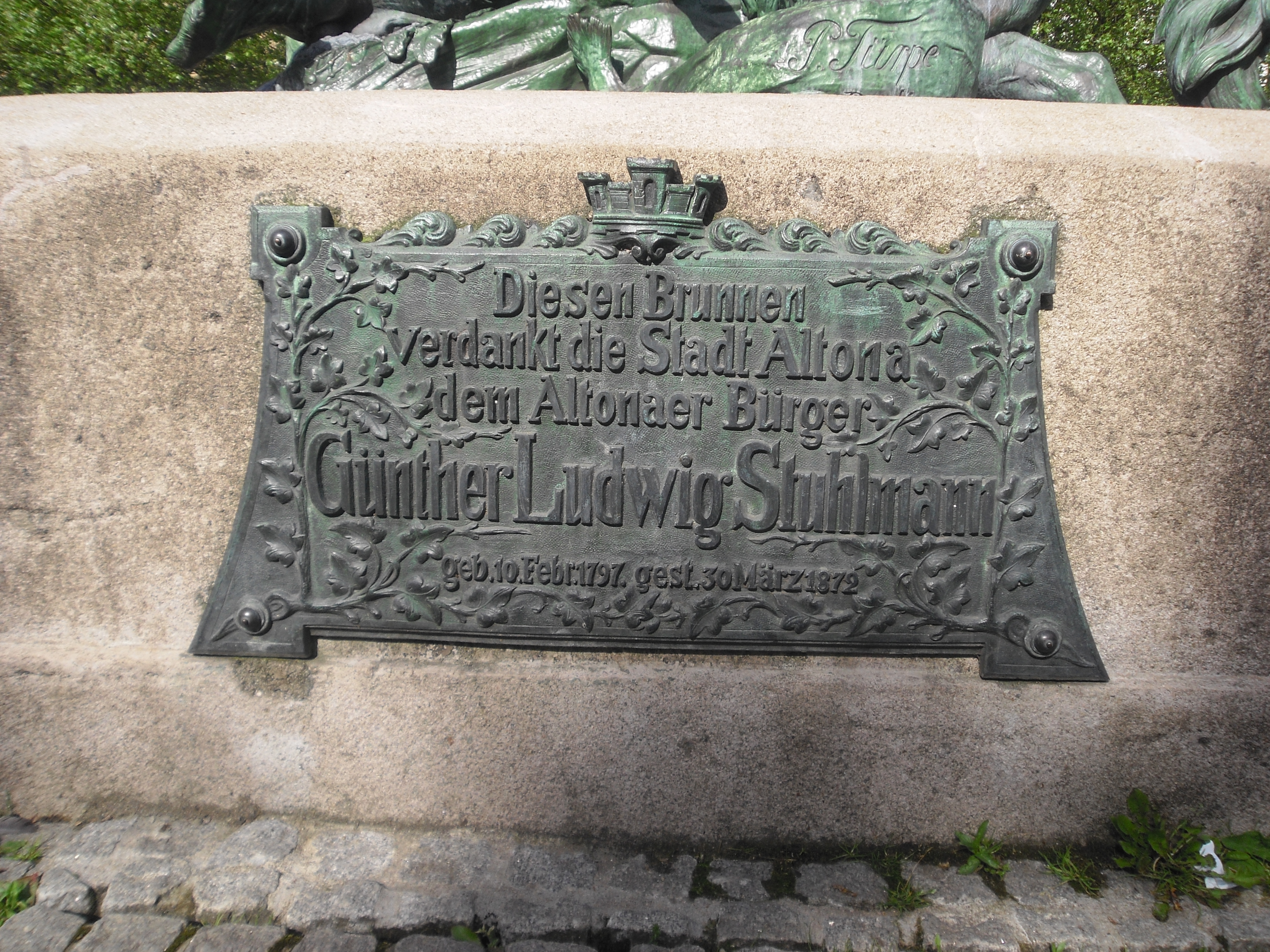
Gedenktafel für Günther Ludwig Stuhlmann am Stuhlmannbrunnen

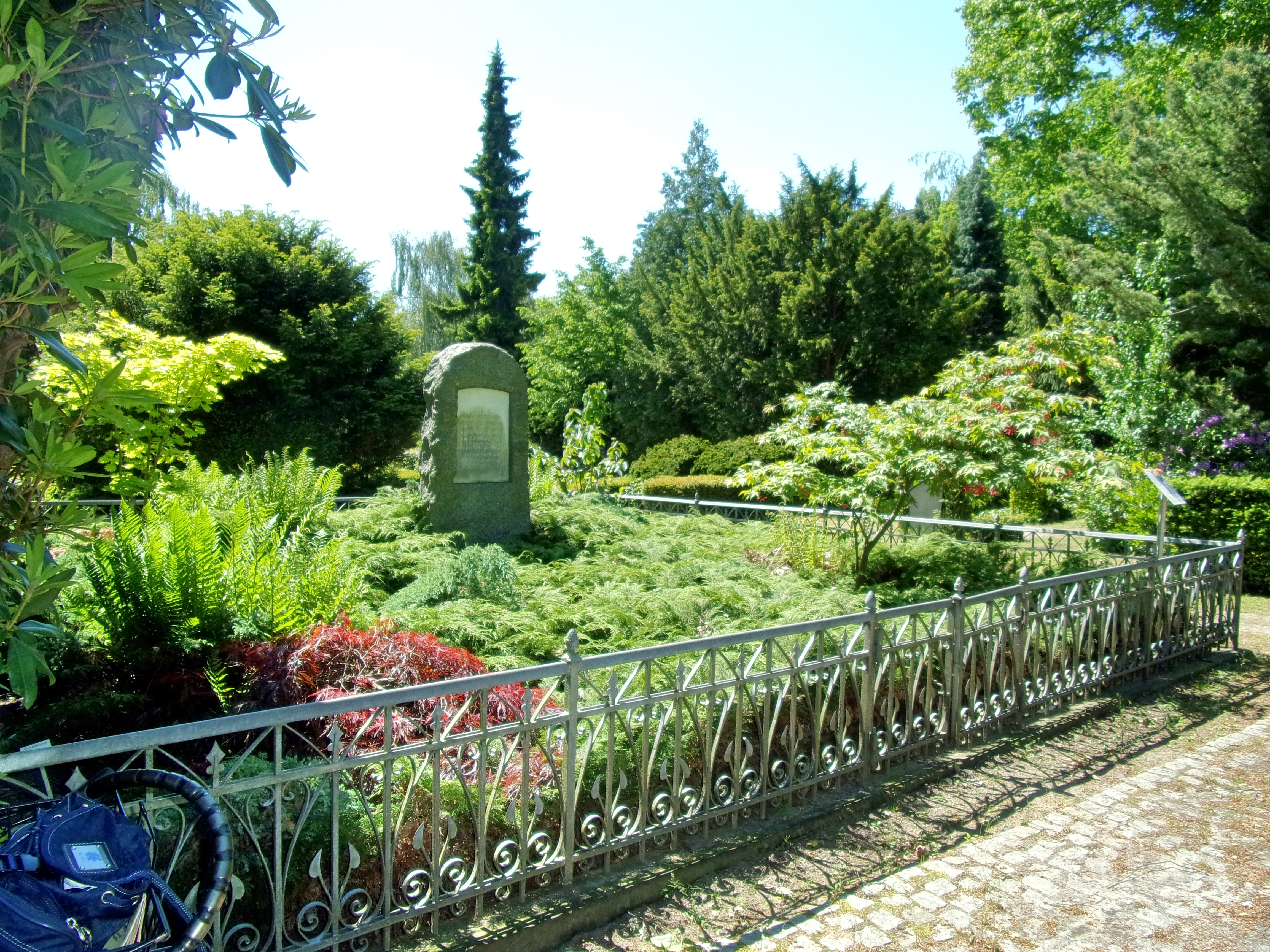
Stuhlmann-Grab Friedhof Diebsteich (weitere Bilder)

Stuhlmann starb in Nizza. Sein Leichnam wurde nach Altona überführt und am 14. April 1872 auf dem neuen Kirchhof beim Diebsteich beerdigt. Das monumentale Grabmal ist nicht erhalten, wohl aber die Grabaufschrift auf einem ersatzweise angebrachten Grabstein von 1956: Günther Ludwig Stuhlmann. Von der Liebe zur Heimat zeugen bleibend seine Vermächtnisse.
Diese Vermächtnisse haben Spuren in Altona hinterlassen: 1869 machte Stuhlmann sein Testament und bestimmte darin, dass von seinem Geld unter anderem ein öffentlicher Garten in Altona angelegt werden sollte. Obwohl er diese Klausel später widerrief, wurde 1883 die heute noch existierende Grünanlage an der Ecke Billrothstraße/Hospitalstraße in Altona angelegt. 6000 Mark aus Stuhlmanns Vermögen wurden dafür verwendet.
Ein weiterer Wunsch Stuhlmanns war die Errichtung eines Leichenhauses in Altona. Das Bauwerk wurde beim städtischen Krankenhaus in der Weidenstraße (heute: Karl-Wolff-Straße) erbaut.
Ferner bedachte Stuhlmann die Gemeinde der Christianskirche in Ottensen mit einem Legat über 10 000 Mark Courant, die für einen Neubau des Kirchturms bestimmt waren. Das Geld reichte für diesen Zweck zwar nicht aus, dennoch wurde 1898 ein neuer Turm errichtet, den der Architekt Albert Petersen geplant hatte.
Als letzter Punkt des Testaments wurde mit einer Ausschreibung 1897 der Bau eines Springbrunnens in Altona in Angriff genommen. Den Wettbewerb gewann der Berliner Bildhauer Paul Türpe mit einem Entwurf namens „Kampf“. Später wurde der Streit zweier Zentauren als Darstellung der Konkurrenz zwischen Hamburg und Altona um Fischereirechte gedeutet. Der Stuhlmannbrunnen wurde im Jahr 1900 in Betrieb genommen, konnte allerdings nicht an dem von Stuhlmann gewünschten Platz errichtet werden, weil sich dort inzwischen eine Siegessäule befand. Auch wurde der Brunnen nicht, wie Stuhlmann es sich vorgestellt hatte, aus Eisen hergestellt, mit dem Altonaer Stadtwappen versehen und nachts illuminiert.
1938 war der Zinsertrag des Stuhlmannschen Vermögens so niedrig geworden, dass davon der Betrieb des Stuhlmannbrunnens nicht mehr finanziert werden konnte. Das Restvermögen wurde in das Vermögen der Stadt Hamburg überführt, die sich von da ab um den Unterhalt des Brunnens zu kümmern hatte. 1939 wurde die Akte „Stuhlmann-Stiftungen“ geschlossen.

## Ehrungen
Auf dem Friedhof Diebsteich in Hamburg-Altona befindet sich ein Ehrengrab für Günther Ludwig Stuhlmann.